# Amour et Explosifs
Amour et explosifs (The Grocery Clerk's romance) est un film américain de Mack Sennett sorti en 1912.

## Fiche technique
- Titre original : The Grocery Clerk's romance
- Titre alternatif : A Grocery Clerk's romance
- Titre français : Amour et explosifs
- Réalisateur : Mack Sennett
- Production : Mack Sennett pour Keystone
- Durée : 6 minutes
- Sortie : 28 octobre 1912

## Distribution
- Ford Sterling : l'épicier
- James C. Morton : Brown, le mari
- Gus Pixley : le copain de Brown
- Lincoln Plumer : agent de police
- Mabel Normand